# 甲簋
甲簋，为西周早期的青铜器，属于礼器，现藏于上海博物馆。

## 特点
1927年，陕西军阀党玉琨在宝鸡县戴家湾盗掘出土甲簋，通高29.8厘米、口径22.5厘米。后经流转，由宋景文、唐祖詁捐赠给上海博物馆。其形状为圆形，下连方座。口沿下颈部饰鸟纹带，中间有小兽头，全身满饰方格乳钉纹，乳钉突起。高圈足饰鸟纹。器身两侧有半环鲁头耳。方座呈四面状，每面有长方框，框饰浅鸟纹，框内饰直线纹，方座底有“甲”字铭文。

## 图库

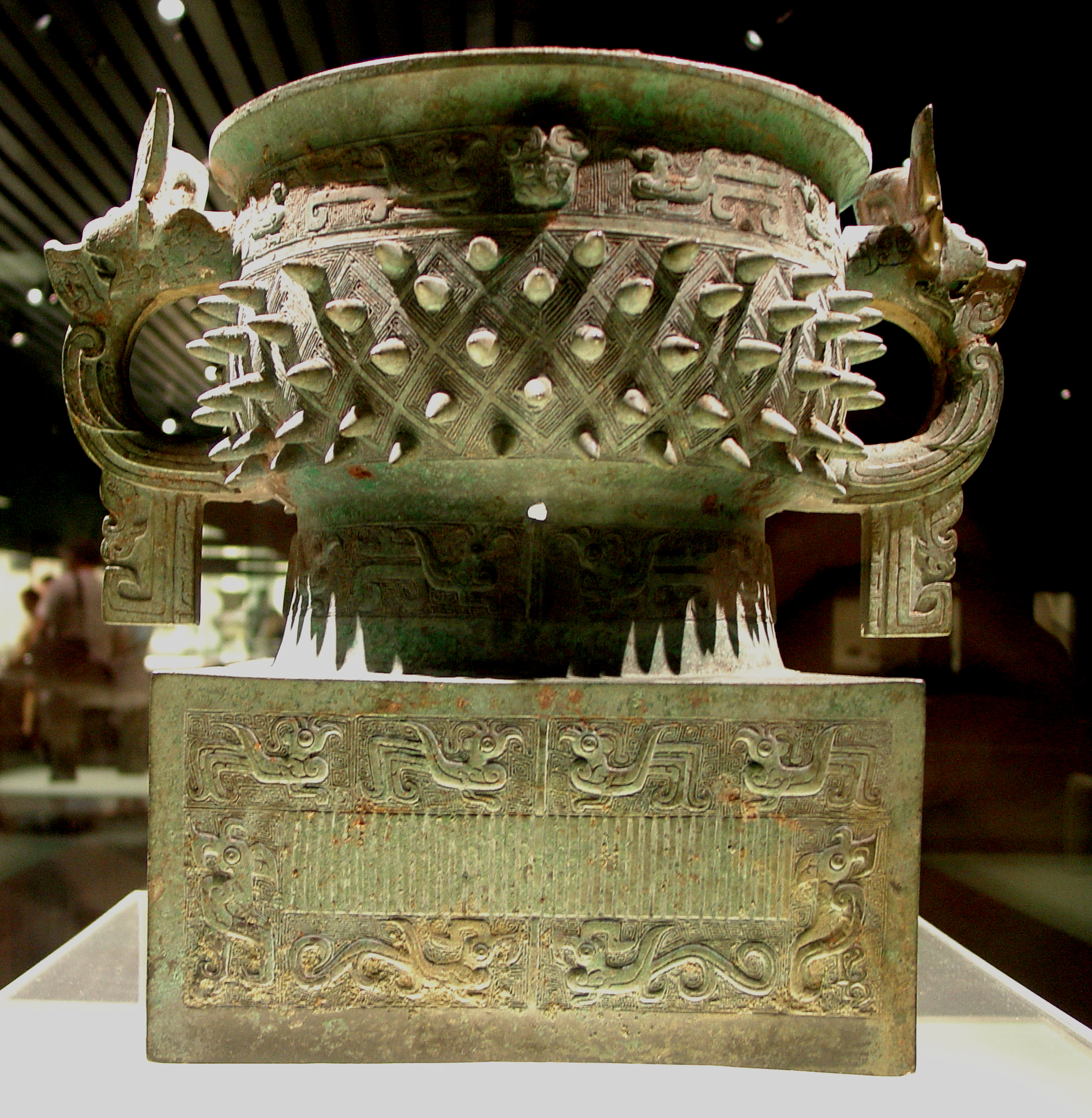
甲簋
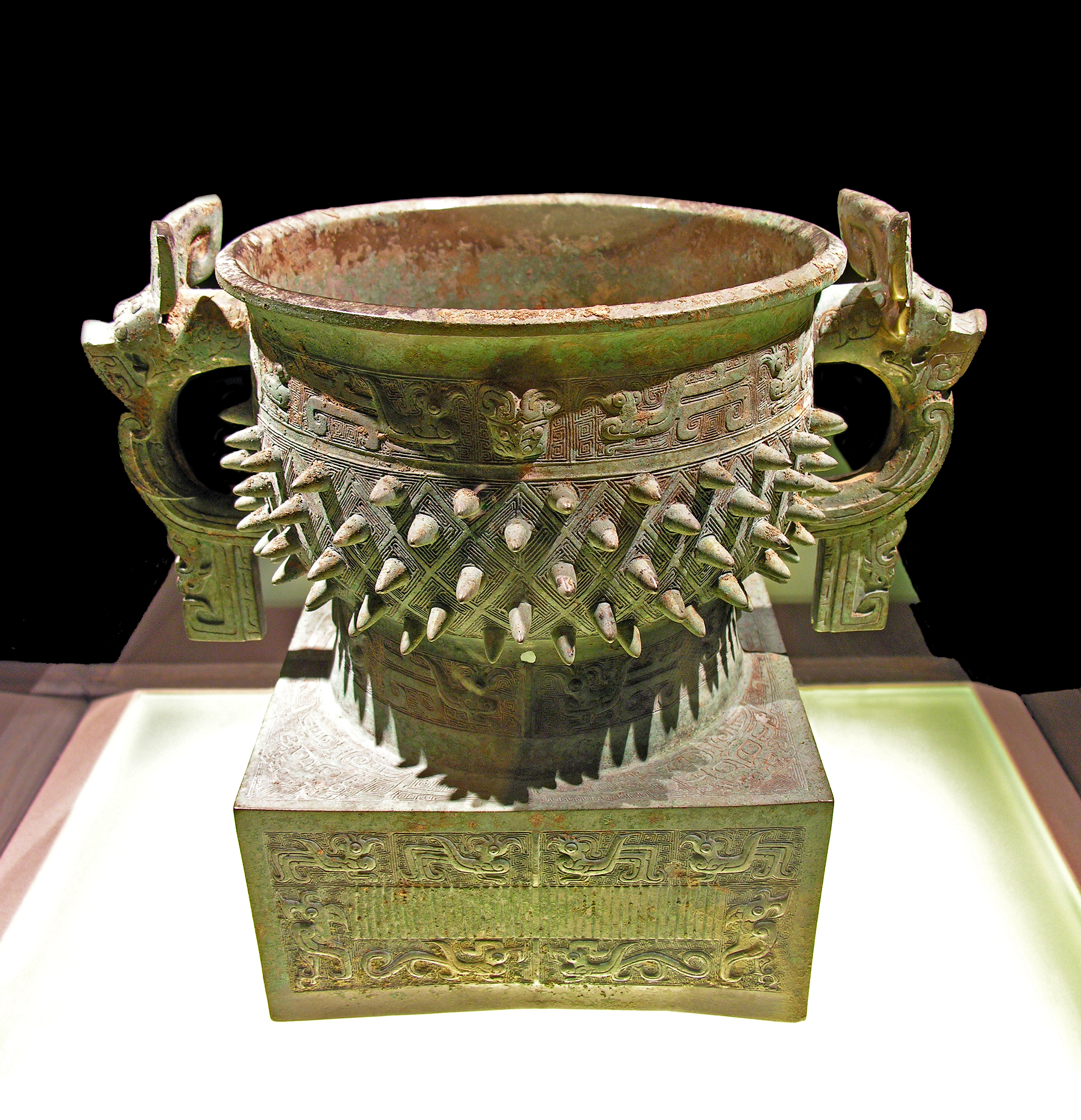
甲簋
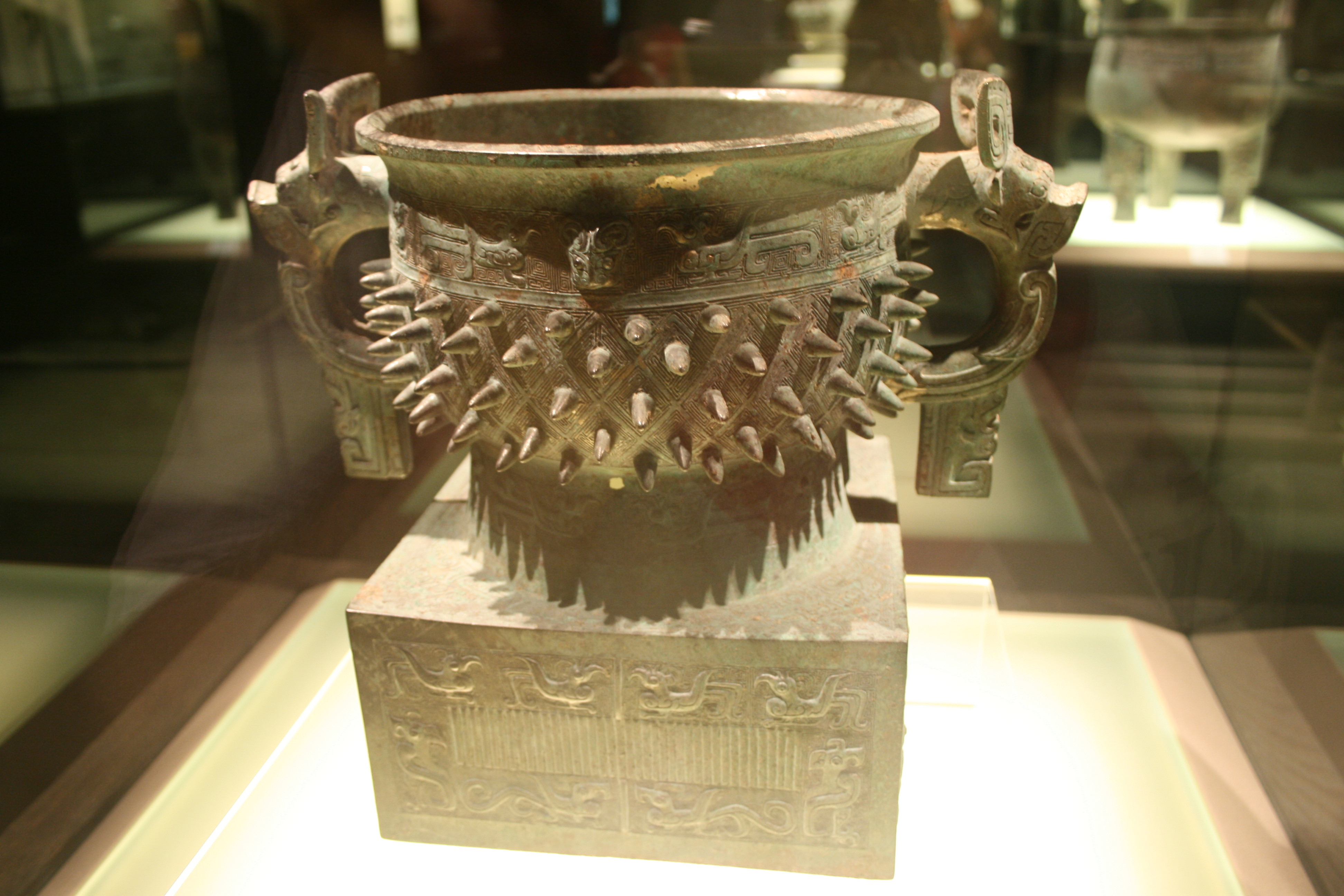
甲簋
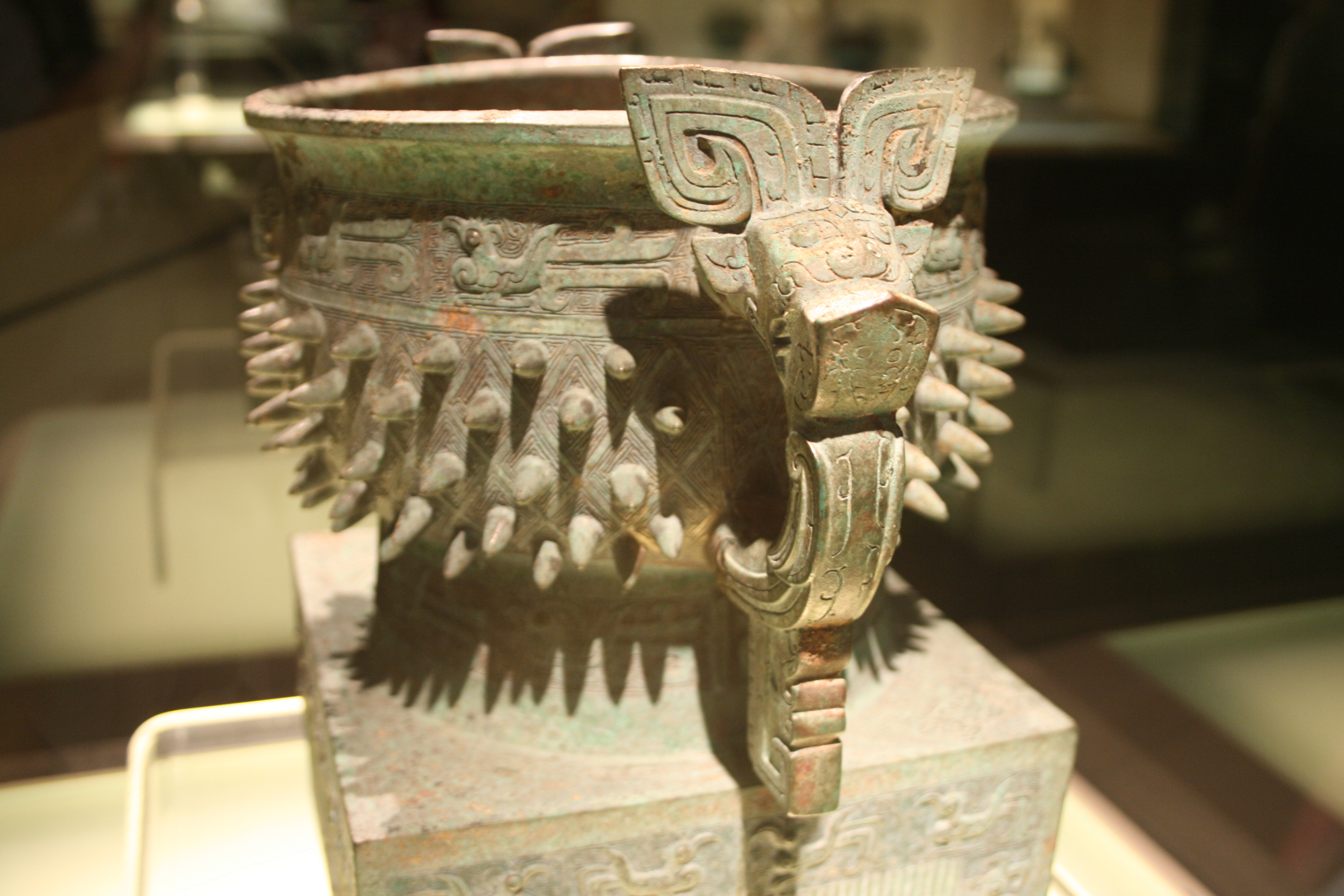
甲簋细节图

## 相关
- 妅簋
- 母癸甗